# Søren Pallesen
Søren Hedegård Pallesen (født 7. oktober 1977) er en tidligere dansk fodboldspiller, som startede 1. januar 2014 for Varde IF' s eliteherrehold.  

## Profil
Pallesen havde som spiller Superliga-erfaring fra både Vejle Boldklub og Esbjerg fB. I 2006 skiftede han til Vejle Boldklub fra FC Fredericia, hvor han tre år i træk blev kåret til årets spiller.
Positioneret på den defensive midtbane var Pallesen en teknisk stærk playmaker, der var dygtig til at fordele boldene med omtanke. Desuden var han en alsidig spiller, der også kunne spille på positionerne som højre back og i centerforsvaret.
I sommeren 2009 skrev Søren Pallesen en tre-årig kontrakt med FC Fredericia, hvor han spillede, indtil han i marts 2013 stoppede sin karriere, grundet at han var blevet tilbudt et fast lærerjob. Han sagde efterfølgende: "Det har ikke været nogen nem beslutning, og jeg er stadig ikke helt afklaret med det, tror jeg. Men lærerjob hænger ikke på træerne, så derfor kunne jeg ikke sige nej. Han forsatte med "Jeg har ambitioner om at være træner, så jeg har sagt til ledelsen, at jeg vender tilbage."
Han vendte tilbage i efteråret 2013 som spiller og assistenttræner på Varde IF's førstehold, hvor han overtog cheftrænerstillingen i 2014.